# Locris affinis
Locris affinis är en insektsart som beskrevs av Gustaf Emanuel Haglund 1899. Locris affinis ingår i släktet Locris och familjen spottstritar. Inga underarter finns listade i Catalogue of Life.